# Municipio de Washington (condado de Richland)
El municipio de Washington (en inglés: Washington Township) es un municipio ubicado en el condado de Richland en el estado estadounidense de Ohio. En el año 2010 tenía una población de 6428 habitantes y una densidad poblacional de 76,52 personas por km².

## Geografía
El municipio de Washington se encuentra ubicado en las coordenadas 40°40′35″N 82°30′33″O / 40.67639, -82.50917. Según la Oficina del Censo de los Estados Unidos, el municipio tiene una superficie total de 84.01 km², de la cual 83,77 km² corresponden a tierra firme y (0,28 %) 0,24 km² es agua.

## Demografía
Según el censo de 2010, había 6428 personas residiendo en el municipio de Washington. La densidad de población era de 76,52 hab./km². De los 6428 habitantes, el municipio de Washington estaba compuesto por el 96,17 % blancos, el 1,38 % eran afroamericanos, el 0,02 % eran amerindios, el 1,12 % eran asiáticos, el 0,19 % eran de otras razas y el 1,12 % eran de una mezcla de razas. Del total de la población el 0,89 % eran hispanos o latinos de cualquier raza.